# Sv. Jurij (Rogatec)
Sv. Jurij is een plaats in Slovenië en maakt deel uit van de gemeente Rogatec in de NUTS-3-regio Savinjska. De plaats telde 127 inwoners op 1 januari 2020.